# Fanny Gautier
Fanny Gautier (ur. 21 listopada 1970 w Madrcie, Hiszpania) – hiszpańska aktorka głównie z takich seriali jak Un paso adelante, polski odpowiednik to Tancerze czy Geneza, oraz filmów Otwórz oczy, Elsa i Fred czy Wieża Suso.

## Filmografia
- Abre los ojos (Otwórz oczy) jako Sekretarka (1997)
- Amor, curiosidad, prozak y dudas (Miłość, prozac i inne dziwne rzeczy) jako Lorea (2001)
- Un paso adelante jako Alicia Jáuregui (2002–05)
- Mi casa es tu casa (Czuj się jak u siebie) jako Elena (2002)
- Elsa y Fred (Elsa i Fred) jako Laura (2005)
- La torre de Suso (Wieża Suso) jako Rosa (2007)
- Génesis: En la mente del asesino (Geneza – II seria) jako Álex (2007)
- Mi otra mitad (Moja druga połowa) jako Sophie (2010)